# Abraham Giadalah
Abraham Giadalah Chahuán (La Calera, 5 de marzo de 1962-Buenos Aires, 7 de junio de 2021) fue un futbolista chileno que se desempeñó como arquero en Unión La Calera durante la década de 1980. Sobrino del reconocido dirigente deportivo local Nicolás Chahuán, jugó durante toda su carrera en el equipo calerano, en el que destacó principalmente por su capacidad para atajar penales. Se retiró con 28 años tras conseguir el ascenso a la Segunda División en 1990.
Tras dejar el fútbol se radicó en Buenos Aires con su familia e instaló distintos negocios.  El 7 de junio de 2021 falleció con 59 años tras sufrir un edema pulmonar, explicado por los problemas cardíacos que sufrió durante sus últimos años de vida.

## Clubes
| Club            | País  | Año       |
| --------------- | ----- | --------- |
| Unión La Calera | Chile | 1980-1990 |

## Palmarés

### Campeonatos nacionales
| Título           | Club            | País  | Año  |
| ---------------- | --------------- | ----- | ---- |
| Primera B        | Unión La Calera | Chile | 1984 |
| Tercera División | Unión La Calera | Chile | 1990 |